# Spiridon Gopčević

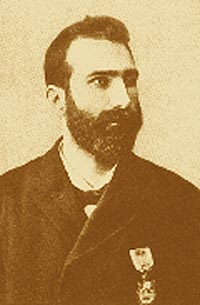
Spiridon Gopčević

Spiridon Gopčević (Vorname auch Spiridion, Pseudonym: Leo Brenner; * 9. Juli 1855 in Triest; † 1936 in Berlin oder 1928) war ein südslawisch-österreichischer Journalist, Diplomat und Astronom.

## Leben

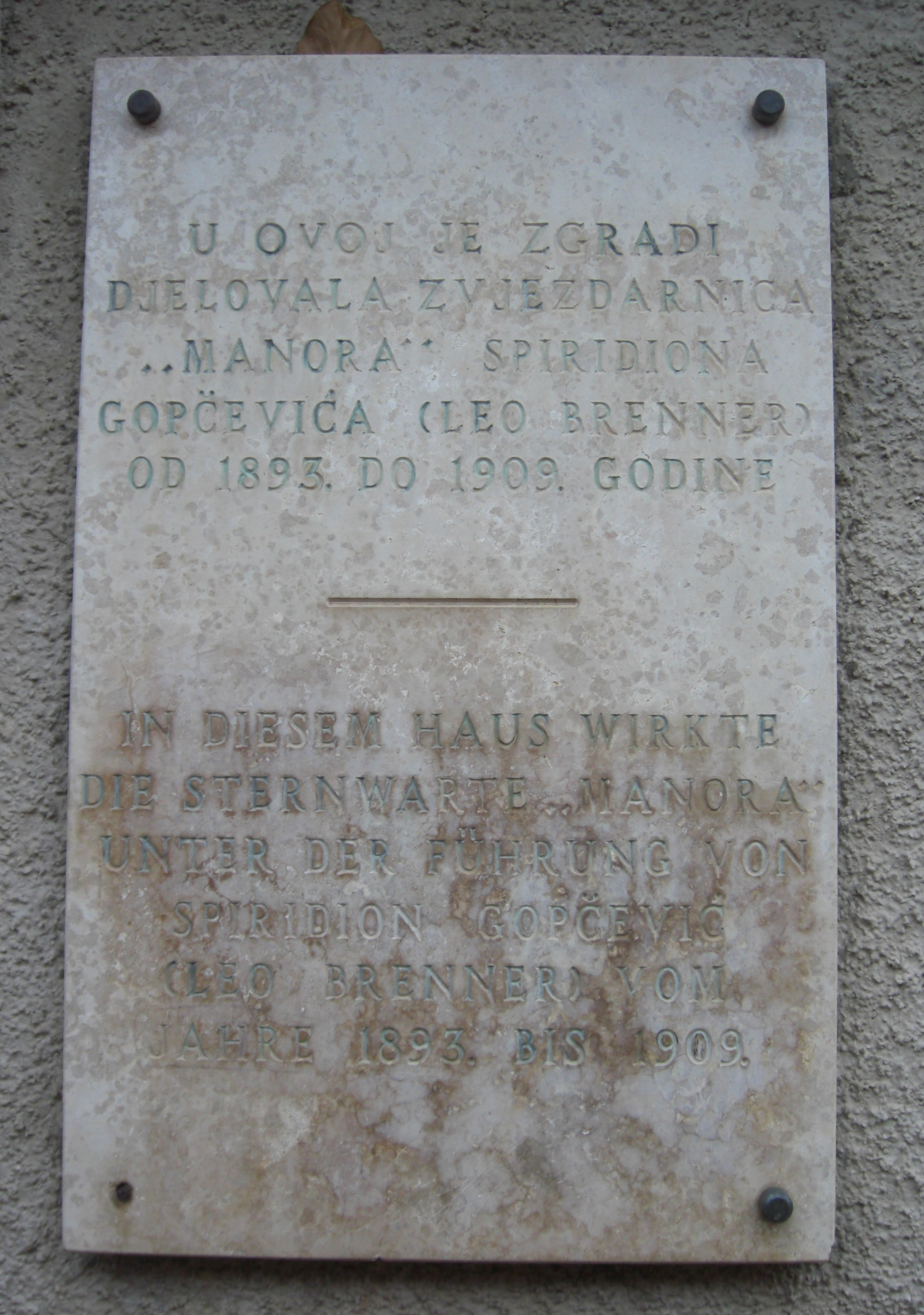
Gedenktafel für Spiridon Gopčević (Leo Brenner) auf Mali Lošinj

Gopčević besuchte von 1861 bis 1865 die St. Anna-Jesuitenschule in Wien und von 1865 bis 1869 das Stiftsgymnasium Melk. Er beteiligte sich ab 1875 am Herzegowinischen Aufstand gegen die Osmanen sowie am Montenegrinisch-Türkischen Krieg, der 1878 zum Rückzug der Osmanen führte. In den 1880er Jahren war er als Kriegsberichterstatter auf dem Balkan tätig. Er unternahm Reisen nach Sibirien, Nordamerika, Nordafrika und in den Nahen Osten. Als serbischer Attaché war er 1886/87 in Berlin und 1887 bis 1890 in Wien tätig.
Er veröffentlichte zahlreiche Bücher zu historischen und politischen Themen sowie auf dem Gebiet der Astronomie. Gegner warfen ihm methodische Fehler vor.
1893 gründete er das Manora-Observatorium auf der Insel Mali Lošinj vor Istrien. Von 1899 bis 1908 gab er die populärwissenschaftliche Astronomische Rundschau heraus. Der mit ihm befreundete Astronom Philipp Fauth benannte einen Mondkrater  nach seinem Pseudonym Brenner. Auch ein 1993 auf Mali Lošinj neu errichtetes Observatorium und ein Astronomischer Verein sind nach ihm benannt.

## Publikationen

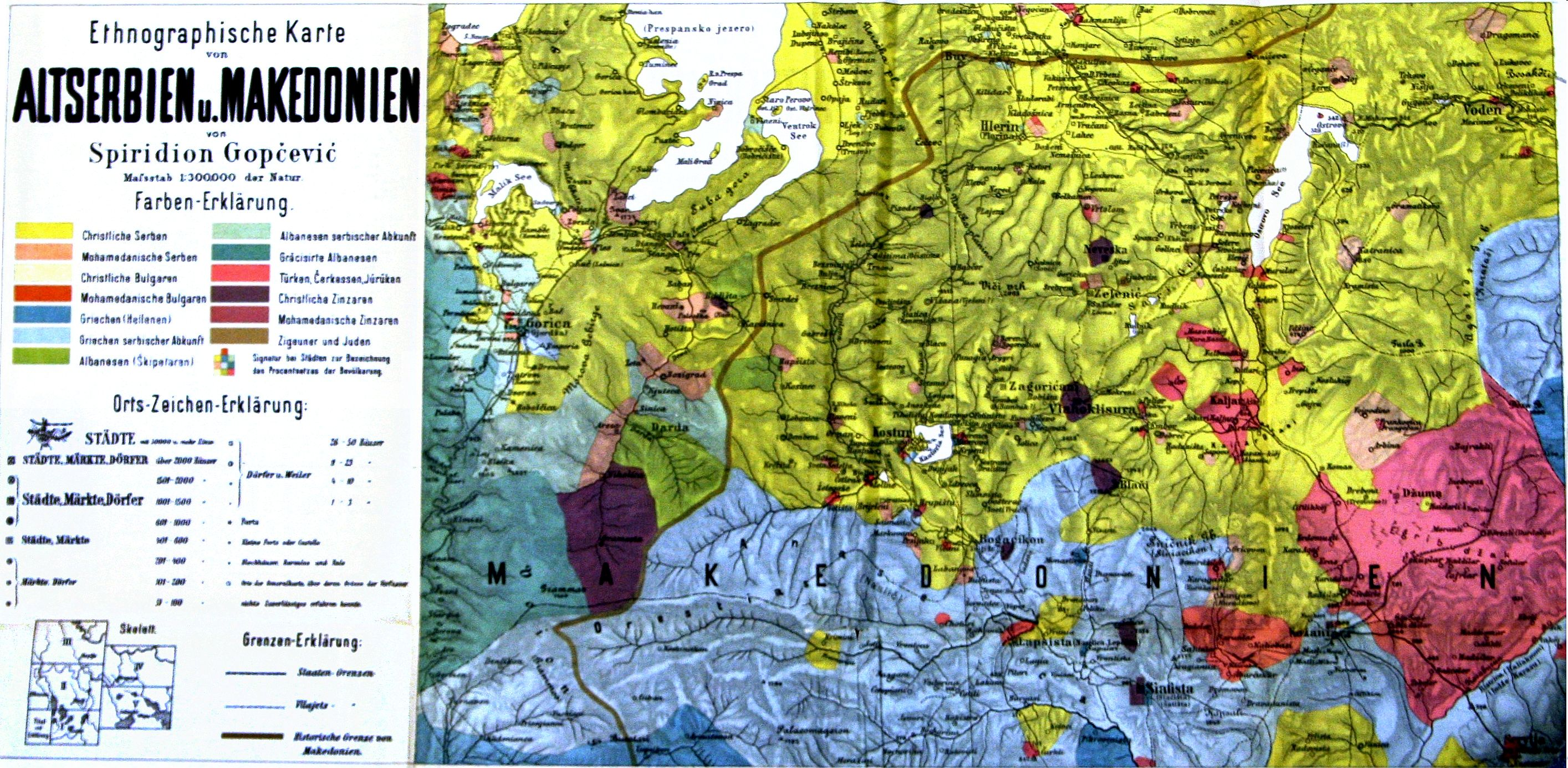
Von Gopčević gezeichnete Karte Altserbien und Makedonien

- Montenegro und die Montenegriner, 1877
- Die Türken und ihre Freunde, und die Ursachen der serbisch-bulgarischen Erhebung. Selbstverlag, Druck Franz Eipeldauer & Comp, Wien 1878.
- Oberalbanien und seine Liga, 1881
- Bulgarien und Ostrumelien, 1886
- Kriegsgeschichtliche Studien, 2 Bände, 1887
- Makedonien und Alt-Serbien, 1889
- (als Leo Brenner) Beobachtungs-Objekte für Amateur-Astronomen, 1902
- (als Leo Brenner) Die Bewohnbarkeit der Welten. Herman Hilger Verlag, Berlin/Leipzig 1905
- USA. Aus dem Dollarlande; Sitten, Zustände und Einrichtungen der Vereinigten Staaten, 1913
- Das Fürstentum Albanien, seine Vergangenheit, ethnographischen Verhältnisse, politische Lage und Aussichten für die Zukunft, 1914
- Geschichte von Montenegro und Albanien, 1914
- Aus dem Lande der unbegrenzten Heuchelei. Englische Zustände. Schlesische Verlagsanstalt, Berlin 1915 (Digitalisat).
- Rußland und Serbien von 1804-1915. Nach Urkunden der Geheimarchive von St. Petersburg und Paris und des Wiener Archivs, 1916
- Amerikas Rolle im Weltkriege, 1917
- Die Wahrheit über Jesus nach den ausgegrabenen Aufzeichnungen seines Jugendfreundes, 1920
- Kulturgeschichtliche Studien, 1920
- Österreichs Untergang: Die Folge von Franz Josefs Mißregierung, 1920
- Serbokroatisches Gesprächsbuch verbunden mit kurzer Sprachlehre und Wörterverzeichnis, 1920